# Robin Stjernberg

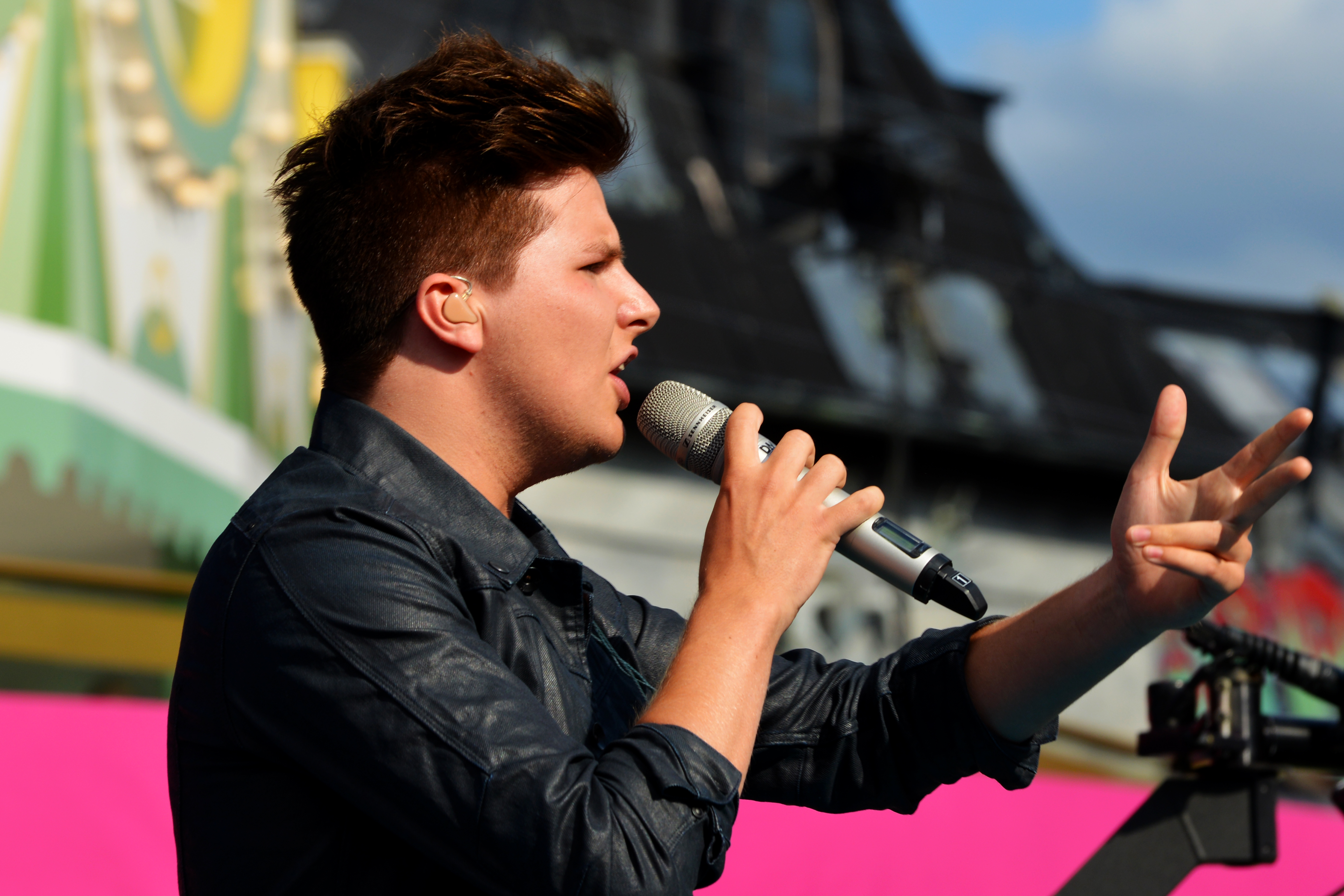
Robin Stjernberg 2013 på Sommarkrysset.

Robin James Olof Stjernberg, född 22 februari 1991 i Ronneby församling, Blekinge län, är en svensk artist, låtskrivare och producent. Han representerade Sverige i Eurovision Song Contest 2013 i Malmö efter att ha vunnit Melodifestivalen 2013 med låten "You".

## Karriär

### What's Up
Robin Stjernberg fick sitt första skivkontrakt som 15-åring och blev därmed medlem i pojkbandet What's Up, tillsammans med Eric Saade bland andra. Bandet var aktivt 2007–2010 och släppte ett flertal singlar och album ihop. Bandet splittrades när Saade och Stjernberg slutligen bestämde sig för att lämna och satsa på sina egna solokarriärer.

### Idol 2011 och skivkontrakt
Stjernberg deltog i Idol 2011 och slutade på en andraplats efter Amanda Fondell. Hans första singel, "All This Way", släpptes den 2 december 2011 och skrevs av Darin (tvåa i Idol 2004) och isländske Arnthor Birgisson. I slutet av 2011 skrev Stjernberg kontrakt med Lionheart Music Group för musikutgivning, musikförlag och management. Debutalbumet My Versions, som är en sammanfattning av Idol-säsongen, släpptes den 4 januari 2012 och gick in som etta på Sverigetopplistan.

### Melodifestivalen och Eurovision Song Contest 2013
År 2013 medverkade Robin Stjernberg i den fjärde deltävlingen av Melodifestivalen 2013 i Malmö med bidraget "You". Stjernberg vann Melodifestivalen med 166 poäng (33 poäng före tvåan Yohio) och fick därmed representera Sverige i Eurovision Song Contest 2013. Stjernberg blev den första att gå från Andra chansen till att vinna hela tävlingen sedan momentet infördes 2002. I och med Sveriges vinst i finalen 2012, blev han direktkvalificerad till finalen den 18 maj. Sverige hamnade där på 14:e plats.

### You
"You" skrevs av Robin Stjernberg, Linnéa Deb, Joy Deb och Joakim Harestad Haukaas. Den 22 mars 2013, nådde singeln en Platina-certifiering och toppade iTunes, Spotify, Sverigetopplistan och Radiolistan. Den 26 juni samma år meddelade Stjernberg via sin Facebook-sida att singeln sålt 3 ggr platina, motsvarande 120 000 enheter. Låten har även spelats in tillsammans med Cascada i en akustisk version.

### Pieces
Albumet Pieces släpptes den 26 juni 2013 och sålde guld redan första dagen.

### Under Water
I slutet av 2018 kom Stjernbergs EP “Under Water”, bestående av personliga och ärliga texter. I en intervju sade han: “Ofta pratar vi bara om allt det som är bra i livet och struntar i resten. Men jag vill ändra det och visa en mer komplett bild av vem jag är, något du kommer finna när du lyssnar på min nya musik”.

### Låtskrivare och producent
Utöver vinsten i Melodifestivalen 2013 med "You" har Stjernberg även tävlat i Eurovision Song Contest 2017 som låtskrivare och producent till det svenska bidraget "I Can't Go On" som framfördes av Robin Bengtsson och placerade sig på en femteplats. Han har sedan dess skrivit och producerat mängder av låtar åt både andra artister och sig själv samt samarbetat med prisvinnande låtskrivare såsom Liz Rose, Matt Mcginn, Gordie Sampson och Burt Butler. År 2019 och 2020 tillbringade Stjernberg tid i både Stockholm och Nashville med målet att utveckla sitt eget artisteri. Han har skrivit och producerat musik åt artister såsom Sandro Cavazza, Dotter, Estraden, Megan Thee Stallion, Anna Bergendahl, Jill Johnson, Tomas Stenström och Steps. Stjernberg medverkade även som låtskrivare till The Mamas bidrag i Melodifestivalen 2021, "In the Middle", som placerade sig på tredje plats i finalen.    

### ohFrank
Robin Stjernberg och Benjamin Roustaing startade gruppen ohFrank under 2020. Tillsammans har de släppt låtarna "Millenial", "Schizophrenic" och "Venice" samt planerar att släppa mer musik under 2021. Den 29 januari 2021 släppte gruppen sin första EP vid namn 'Dandelion'.

## Diskografi

### Album
- 2012 – My Versions
- 2013 – Pieces
- 2018 - Under Water (EP)

### Singlar
- 2012 – "On My Mind"
- 2012 – "Scars"
- 2013 – "You"
- 2013 – "For The Better"
- 2013 – "Crime"
- 2013 - "Pieces"
- 2014 - "Body Language"
- 2015 - "Let Me Dance With You" (TDK feat. Robin Stjernberg)
- 2015 - "Locked Into You"
- 2016 - "Take Me Home"
- 2016 - "Rain"
- 2016 - "Rain - The Remixes"
- 2017 - "Feed On My Love"
- 2018 - "Love"
- 2018 - "I Don't"
- 2019 - "ALWAYS"
- 2019 - "It's Hard To Get Hurt (When You Got Nobody)"
- 2021 - "Pretty"
- 2021 - "Pretty - Latte Mix"

### Medverkan som låtskrivare och producent på andra artisters/gruppers (2017-)
- 2017 - "I Can't Go On" (Robin Bengtsson)
- 2017 - "Sista ordet" (Niello feat. Robin Stjernberg)
- 2018 - "Dansa" (Niello)
- 2018 - "I Wouln't Lie" (Steerner)
- 2019 - "The One Thing" (Isa Molin)
- 2019 - "Vi var som inga andra" (Oscar Enestad)
- 2019 - "Sign Of My Love" (Oscar Enestad)
- 2019 - "Om om och om igen" (Omar Rudberg)
- 2019 - "Old Days" (Benjamin Roustaing)
- 2019 - "My Remedy" (Jill Johnson)
- 2019 - "I Don't Wanna Talk It Over" (Jill Johnson)
- 2019 - "Scared Holding On To You" (Isa Molin)
- 2019 - "Old Days" (Benjamin Roustaing)
- 2019 - "Torn" (Lisa Ajax)
- 2019 - "Is It Hard Being A Man" (Jill Johnson)
- 2020 - "Livet börjar nu" (Albin Johnsén)
- 2020 - "Made Of You" (Anna Bergendahl)
- 2020 - "Less Alone" (Anna Bergendahl)
- 2020 - "Dum" (Omar Rudberg)
- 2020 - "Somebody to Lean On" (Isa Molin)
- 2020 - "Aldrig mer vara du" (Estraden)
- 2020 - "Crying in The Car" (Megan Thee Stallion)
- 2020 - "Hold My Heart" (Steps)
- 2020 - "Somebody To Lean On" (Isa Molin)
- 2020 - "Touch The Sky" (The Mamas)
- 2020 - "Miles of Blue" (Jill Johnson feat. Robin Stjernberg)
- 2020 - "When I Get Older" (Jill Johnson)
- 2020 - "So Much for Love" (Andrelli)
- 2020 - "Best Is Yet To Come" (Sandro Cavazza)
- 2020 - "Shades In The Rain" (Sandro Cavazza)
- 2020 - "Lean On Me" (Sandro Cavazza)
- 2020 - "A Christmas Night To Remember" (The Mamas)
- 2020 - "Shine A Light" (The Mamas)
- 2021 - "New Year" (Dotter)
- 2021 - "In The Middle" (The Mamas)
- 2023 - "She Fell In Love In The Summer" (Omar Rudberg)